# Tranvia Hudson-Bergen
La tranvia Hudson-Bergen (in inglese Hudson-Bergen Light Rail, IPA: [ˈhʌdsən-ˈbɜrɡən laɪt reɪl]) è una tranvia che serve le città di Jersey City, Hoboken, Bayonne, Weehawken, Union City e North Bergen, nella contea di Hudson.
La prima sezione della tranvia, tra Exchange Place e 34th Street, fu aperta al pubblico il 22 aprile 2000. In seguito, la tranvia venne estesa più volte verso nord: fino a Pavonia-Newport il 18 novembre 2000, fino all'Hoboken Terminal il 29 settembre 2002, fino al Lincoln Harbor il 7 settembre 2004, fino a Port Imperial il 29 ottobre 2005 e fino a Tonnelle Avenue il 25 febbraio 2006. Verso sud fu estesa due volte: il 15 novembre 2003 presso 22nd Street e il 31 gennaio 2011 presso 8th Street.

## Il servizio
Il servizio sulla tranvia si compone di tre linee: la linea Bayonne-Hoboken, la linea West Side-Tonnelle e la linea Tonnelle-Hoboken; quest'ultima attiva solo nei giorni feriali.
| Linea                    | Percorso                           | Stazioni |
| ------------------------ | ---------------------------------- | -------- |
| Linea Bayonne-Hoboken    | 8th Street ↔ Hoboken Terminal      | 15       |
| Linea West Side-Tonnelle | West Side Avenue ↔ Tonnelle Avenue | 17       |
| Linea Tonnelle-Hoboken   | Tonnelle Avenue ↔ Hoboken Terminal | 7        |